# Saint-Martin-sur-Lavezon
Saint-Martin-sur-Lavezon är en kommun i departementet Ardèche i regionen Auvergne-Rhône-Alpes i sydöstra Frankrike. Kommunen ligger i kantonen Rochemaure som ligger i arrondissementet Privas. År 2022 hade Saint-Martin-sur-Lavezon 430 invånare.

## Befolkningsutveckling
Antalet invånare i kommunen Saint-Martin-sur-Lavezon
Referens: INSEE